# 알바니 크릭 엑셀시어 FC
알바니 크릭 엑셀시어 FC(Albany Creek Excelsior Football Club)는 호주 퀸즐랜드주 브리즈번 교외의 알바니 크릭의 호주 축구단이다. 이 클럽은 1963년에 창단되었으며, 현재 브리즈번 프리미어 리그에 소속되어 있다.